# SMS Sachsen (1916)
Pour les autres navires du même nom, voir Sachsen (navire).
Le SMS Sachsen est le troisième cuirassé de type Dreadnought de classe Bayern construit pour la Kaiserliche Marine pour remplacer le SMS Kaiser Friedrich III. Il porte le nom de Royaume de Saxe.

## Histoire
Inachevé pour cause de restriction des matériaux avant la fin de la guerre, il est supprimé des listes par le Traité de Versailles de 1919, traité de paix entre l'Allemagne et la France interdisant désormais la construction de navire de guerre de plus de 10 000 tonnes.

Il est vendu en 1920 pour être détruit à l'arsenal de Kiel en 1921.